# اسکات رایان (بازیگر)
اسکات رایان (متولد ۱۹۶۹/۱۹۷۰ (۵۴–۵۵ سال)) بازیگر و نویسنده استرالیایی است که به خاطر نویسندگی و نقش آفرینی در سریال آقای میانه‌رو که بازیگر نقش اول و نویسندگی هم چنین فیلم جادوگر که کارگردانی آن را نیز بر عهده داشت، شهرت بین‌المللی پیدا کرد. رایان یکی از ستایش شده‌ترین بازیگران و نویسندگان استرالیا از نظر منتقدان است.

## درباره وی
در جوایز AACTA 2018، رایان برنده جایزه بهترین استعداد جدید و نامزد بهترین بازیگر نقش اول مرد در تلویزیون شد. او برای بازی و نویسندگی در سریال آقای میانه‌رو ابتدا در ایالات متحده آمریکا و سپس به‌طور بین‌المللی شناخته شد. او دوباره نامزد بهترین بازیگر نقش اول مرد در سال ۲۰۱۹ شد که برنده آن شد. همچنین در سال ۲۰۱۹ برنده جایزه Logie برای برجسته‌ترین بازیگر شد.
در سال ۲۰۲۰، پس از اینکه هلن میرن بازیگر و همسرش تیلور هکفورد کارگردان، از نماینده هالیوود خود خواستند سریال آقای میانه‌رو را تماشا کند. او رسماً با آژانس استعداد یابی سی اِی اِی آمریکا قرارداد امضا کرد.
در جوایز AACTA 2021، رایان برنده بهترین بازیگر نقش اول مرد در درام تلویزیونی و همچنین بهترین فیلمنامه برای آخرین فصل سریال بیست شش قسمتی آقای میانه رو دریافت کرد.

## جوایز و نامزدها
جوایز آکادمی هنرهای سینما و تلویزیون استرالیا (AACTA).
| سال  | دسته‌بندی                                    | کار نامزد شده                                  | نتیجه    |
| ---- | ------------------------------------------- | ---------------------------------------------- | -------- |
| ۲۰۲۱ | بهترین بازیگر نقش اول مرد در درام تلویزیونی | آقای اینبین                                    | برنده    |
| ۲۰۲۱ | بهترین فیلمنامه در تلویزیون                 | آقای Inbetween ("Ray Who?")                    | برنده    |
| ۲۰۱۹ | بهترین بازیگر نقش اول مرد در درام تلویزیونی | آقای اینبین                                    | برنده    |
| ۲۰۱۸ | بهترین استعدادهای جدید                      | آقای اینبین                                    | برنده    |
| ۲۰۱۸ | بهترین بازیگر نقش اول مرد در درام تلویزیونی | آقای اینبین                                    | نامزدشده |
| ۲۰۱۸ | بهترین فیلمنامه در تلویزیون                 | Mr Inbetween ("یونیکورن‌ها نام همه را می‌دانند") | نامزدشده |

جوایز Logie
| سال  | دسته‌بندی          | کار نامزد شده | نتیجه |
| ---- | ----------------- | ------------- | ----- |
| ۲۰۱۹ | برجسته‌ترین بازیگر | آقای اینبین   | برنده |

جوایز Equity Ensemble
| سال  | دسته‌بندی                                           | کار نامزد شده | نتیجه    |
| ---- | -------------------------------------------------- | ------------- | -------- |
| ۲۰۱۹ | اجرای برجسته توسط یک مجموعه گروه در یک مجموعه درام | آقای اینبین   | نامزدشده |

جوایز تولیدکنندگان صفحه نمایش استرالیا
| سال  | دسته‌بندی             | کار نامزد شده | نتیجه |
| ---- | -------------------- | ------------- | ----- |
| ۲۰۱۸ | تولید سریال درام سال | آقای اینبین   | برنده |

جوایز حلقه منتقدان فیلم استرالیا
| سال  | دسته‌بندی                  | کار نامزد شده | نتیجه    |
| ---- | ------------------------- | ------------- | -------- |
| ۲۰۰۵ | بهترین بازیگر نقش اول مرد | جادوگر        | نامزدشده |

جوایز IF
| سال  | دسته‌بندی          | کار نامزد شده | نتیجه    |
| ---- | ----------------- | ------------- | -------- |
| ۲۰۰۵ | بهترین بازیگر مرد | جادوگر        | نامزدشده |

جشنواره فیلم زیرزمینی ملبورن
| سال  | دسته‌بندی          | کار نامزد شده | نتیجه |
| ---- | ----------------- | ------------- | ----- |
| ۲۰۰۳ | بهترین بازیگر مرد | جادوگر        | برنده |
| ۲۰۰۳ | بهترین کارگردان   | جادوگر        | برنده |
| ۲۰۰۳ | بهترین فیلم       | جادوگر        | برنده |